# Puente térmico

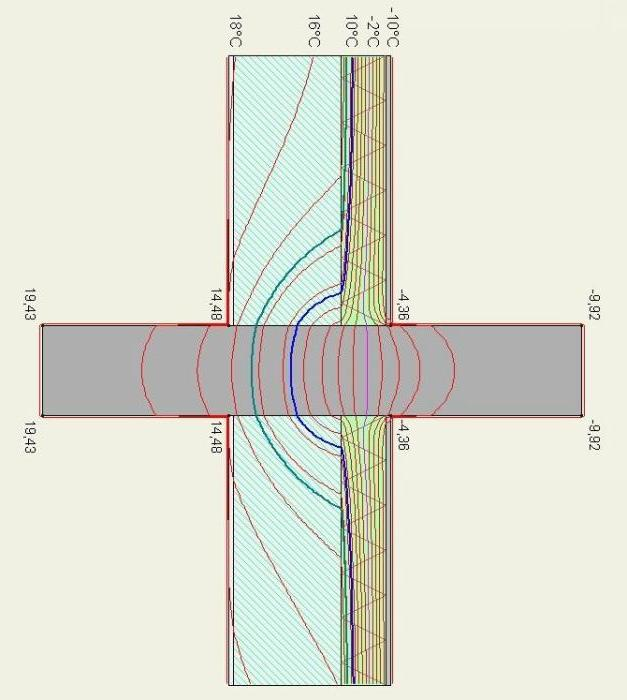
Puente térmico donde una losa de piedra pase una pared

Un puente térmico es una zona puntual o lineal, de la envolvente del edificio, en la que se transmite más fácilmente el calor que en las zonas aledañas, debido a una variación de la resistencia térmica. Se trata de un lugar en el que se rompe la superficie aislante.
Así pues, un puente térmico aparece debido a 
- un cambio en la geometría de la envolvente,
- un cambio de materiales o de resistencia térmica.

Antes de que se generalizase el aislamiento térmico de los edificios, los puentes representaban entre el 10 y el 20% de las pérdidas totales de calor. Más adelante, cuando se cuidó más el aislamiento, el porcentaje de pérdidas por los elementos planos bajó mucho, mientras que el de los puentes aumentó notablemente. Actualmente, las normativas obligan a reducir la demanda y el consumo energético de los edificios, como la directiva europea sobre la eficiencia energética de los edificios que obliga a soluciones constructivas para reducir al mínimo las pérdidas por los puentes térmicos. 
Un ejemplo sencillo de un  puente térmico puntual podría ser un tornillo que une dos planchas de madera. Como el tornillo conduce mejor el calor que la madera se escapa más calor por el tornillo que por la madera. Por este motivo, evitar, o reducir, los puentes térmicos es fundamental si se desea reducir las pérdidas de calor.
Los puentes térmicos pueden estar en el propio cerramiento como es el caso de pilares, huecos y persianas. También entre distintos cerramientos: forjado-fachada, cubierta-fachada, cimentación-fachada, tabique interior-fachada

## Pilares, huecos y ventanas
Un caso común es el de las ventanas de vidrio aislante con marco de aluminio. El vidrio aislante tiene menor conductividad que el marco de aluminio, y por eso son superiores las pérdidas de calor por el marco. En invierno se pueden ver sudar (pequeñas gotas de agua condensada en los marcos) sin que en el cristal se produzcan dichas condensaciones.

## Rotura de puente térmico
Para evitar esta transmisión de calor, se usa lo que se denomina rotura de puente térmico. Consiste en evitar que la cara interior y exterior tengan contacto entre sí, intercalando un mal conductor, con lo que se reducen las pérdidas de calor. En el caso de perfiles laminados, deben de incluir doble laminado, uno exterior y uno interior; el espacio o vacío generado entre los metales, servirá de disipador de temperatura.
Para el caso de ventanas de aluminio suele utilizarse un perfil separador de plástico embutido en el propio perfil de aluminio que conforma la ventana.
El sistema de 'rotura' más utilizado para los cerramientos de aluminio son las varillas de poliamida 6.6 reforzadas con un 25% de fibra de vidrio. Éste es uno de los pocos productos termoplásticos autorizados por la normativa europea UNE-EN 14024. 
Las ventajas del uso de la rotura de puente térmico son:
- El ahorro de energía. La legislación es cada vez más estricta en materia de eficiencia energética de los edificios. El objetivo es reducir la emisión de CO2.

- La limitación de la condensación intersticial. En climas fríos cuando la temperatura exterior es muy baja y en el interior hay humedad relativa elevada, se da el fenómeno de la condensación sobre los perfiles interiores. Ello se debe a que la temperatura del perfil interior está por debajo del punto de rocío. Con la rotura del puente térmico se consigue elevar la temperatura superficial del perfil interior, con lo que se reduce la posibilidad de condensaciones y la aparición del rocío.

- La posibilidad de tener perfiles bicolores. El uso de las varillas permite la utilización de perfiles de aluminio de distinto color en las caras interior y exterior de la ventana.

- El cumplimiento, no sólo del Protocolo de Kioto, también del Código Técnico de la Edificación (en España) que obliga a que los cerramientos de aluminio sean con rotura de puente térmico en un 80% de la geografía española.

## Problemas asociados
Existe el problema, también en construcción, de puentes térmicos presentes en fachadas de edificios por el contacto de piezas estructurales con el exterior. Por ejemplo, en un edificio que tenga estructura metálica o de hormigón, los pilares y vigas harán de puente térmico respecto de la fábrica de albañilería, que normalmente es de ladrillo o bloques huecos de hormigón. Una fábrica de albañilería que sea interrumpida por un pilar o una viga, experimentará un puente térmico en esa zona, pues el pilar o viga, transmiten mejor el calor, provocando una pérdida y apareciendo un "punto frío" que puede provocar condensación. Generalmente son observables patologías (zonas húmedas con moho) en estos puentes térmicos.
Un modo usual de resolver este común puente térmico es no situar los pilares o vigas enrasadas con la fachada por su parte externa, sino rehundidos unos centímetros respecto de la fábrica de albañilería, lo suficiente para "protegerlos" con un aislante térmico exterior. Así se evitarán las condensaciones y aparición de humedad y moho en el interior de la vivienda.